# Herb guberni płockiej

Herb guberni płockiej w latach 1837–1844

Herb guberni płockiej w latach 1845–1866

Herb guberni płockiej przedstawiał na czerwonej tarczy herbowej dwudzielnej w słup, w prawym polu czarnego orła ze złotą literą P w czerwonym owalu na piersi, w polu lewym – głowę króla w koronie, z której to korony wychodzą rogi, zaś na szyi króla korona odwrócona.
Herb był tożsamy z herbem wcześniejszego województwa płockiego. 5 (17) października 1845 r. Namiestnik Królestwa Polskiego zatwierdził nowy rysunek herbu. 26 maja (7 czerwca) 1849 r. herb uzyskał najwyższe zatwierdzenie cesarskie.
Po reformie administracyjnej opracowano nowy herb, który uzyskał zatwierdzenie cesarskie 25 lutego 1869 r. Herb ten przedstawiał na czerwonej tarczy herbowej, w jej dolnej części, dwie srebrne blankowane baszty, między nimi dwa złote skrzyżowane klucze, a nad kluczami trzy skrzyżowane złote kłosy.